# Oïdium des céréales
L’oïdium des céréales est une maladie fongique pouvant attaquer le blé ainsi que d'autres céréales, comme l'avoine, l'orge ou le seigle, mais pas le maïs ni le riz. Elle est causée par un champignon nommé Blumeria graminis, parasite obligatoire qui subsiste l'hiver sur les débris de culture (pailles) dans la parcelle en repos végétatif. L'oïdium des céréales est largement répandu dans le monde. C'est la deuxième maladie la plus fréquente sur blé d'hiver au Royaume-Uni. En France, cette maladie est présente sur tout le territoire, mais son degré de nuisibilité varie en fonction de la sensibilité de l'espèce. Chez le blé, il n'est pas très nuisible sauf s'il contamine l'épi, contrairement au triticale, où la maladie devra être maîtrisée totalement.

## Agent causal
L'agent causal de l'oidïum des céréales est Blumeria graminis (syn. Erisyphe graminis), espèce de champignons ascomycètes de la famille des Erysiphaceae.

### Formes spéciales
L'espèce Blumeria graminis a évolué en se spécialisant sur diverses plantes-hôtes de la famille des Poaceae. Traditionnellement, on a identifié les huit formes spéciales (formae speciales) suivantes : f. sp. tritici (Triticum et Aegilops), f. sp. hordei (Hordeum), f. sp. avenae (Avena sativa), f. sp. secalis (Secale cereale), f. sp. agropyri (Agropyron et Elymus), f. sp. bromi (Bromus), f. sp. poae (Poa) et f. sp. dactylidis (Dactylis).
On a proposé plus récemment de ne retenir le concept de formae speciales que pour les souches de Blumeria graminis spécialisées  pour cinq espèces de céréales-hôtes domestiquées, en excluant les graminées sauvages,  c'est-à-dire f. sp. tritici, hordei, secalis, avenae et triticalis pour, respectivement, le blé, l'orge, le seigle, l'avoine cultivée et le triticale. 
L'adaptation aux différents hôtes est assez forte pour interdire toute infection croisée, c'est-à-dire par exemple que B. graminis f.sp. tritici ne parasite pas l'orge domestiquée et que B. graminis f.sp. hordei n'infecte pas le blé. Cette adaptation implique deux types d'immunité : une immunité déclenchée par un motif moléculaire associé aux pathogènes (PTI) et une immunité déclenchée par un effecteur (ETI).

## Symptômes
La maladie peut s'installer dès le stade « trois feuilles », ce qui est relativement rare. Le plus souvent elle apparaît entre les stades « fin tallage » et « deuxième nœud ». L'oïdium se manifeste sur les feuilles et les tiges et peut se propager progressivement sur les épis.

### Sur les feuilles
La maladie commence à s'installer sur les feuilles les plus basses, sur les gaines et les limbes. On aperçoit des touffes blanches ressemblant à du coton sur la face supérieure de la feuille. Ces touffes deviennent brunes et grises par la suite et on peut apercevoir des points noirs. Après la pluie, cette matière cotonneuse laisse place à des taches chlorotiques sur la feuille.

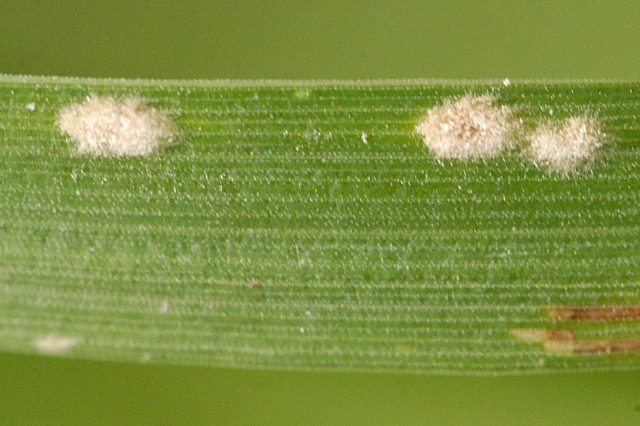
Touffe cotonneuse.
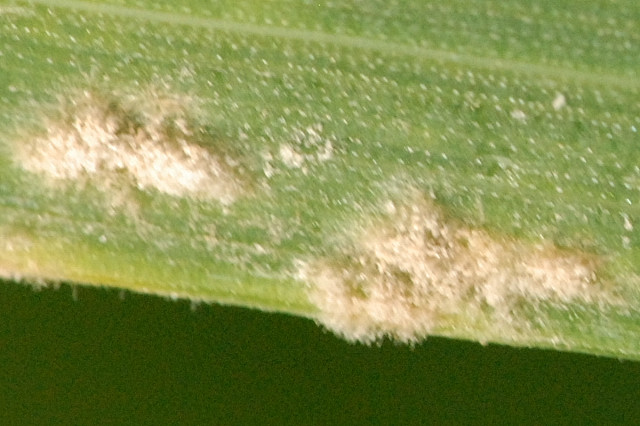
Touffe brune.
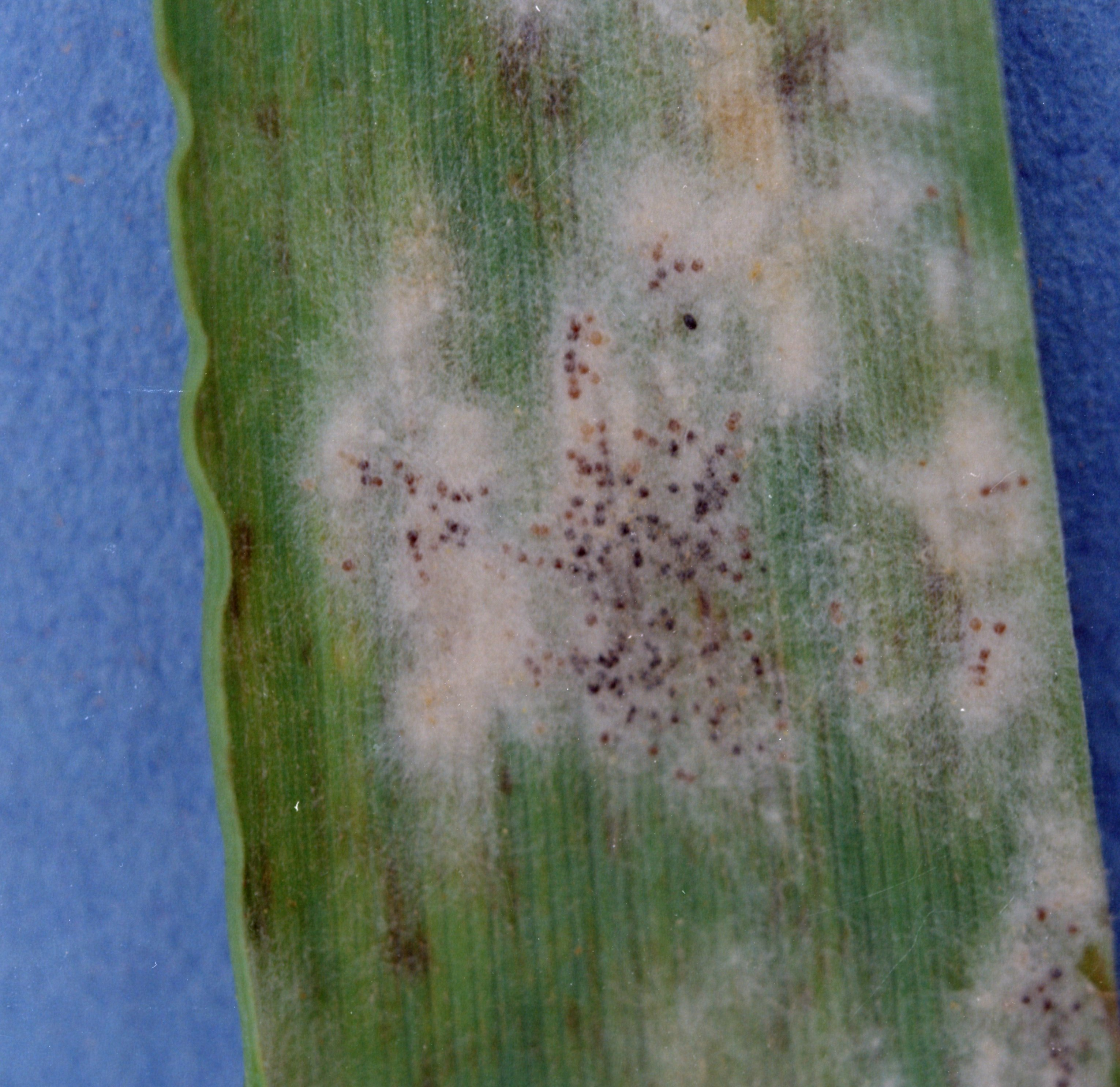
Formation de points noirs.

### Sur l'épi
Sur les épis, l'oïdium se manifeste sur le bord des glumelles et sur les barbes. Lorsque la maladie a atteint cette partie de la plante, elle devient alors très nuisible.

## Plantes-hôtes
Les principales plantes-hôtes du blanc des céréales sont parmi les céréales cultivées l'avoine cultivée (Avena sativa), l'orge commune (Hordeum vulgare), le seigle (Secale cereale), le triticale, le blé tendre (Triticum aestivum) et le blé dur (Triticum turgidum), ainsi que le  ray-grass anglais (Lolium perenne) cultivé comme plante fourragère ou pour le gazon.
L'agent causal, Blumeria graminis, a été signalé chez de nombreuses autres espèces de graminées appartenant à plus de 100 genres différents, à l'exception des tribus des  Maydeae, Andropogoneae, Zoysieae, Paniceae et Oryzeae.

## Distribution
L'oïdium des céréales a une aire de répartition mondiale. C'est probablement la plus commune des maladies des céréales, qui est présente dans toutes les régions céréalières du monde. La maladie est  largement répandue en Europe, en Amérique du Nord, en Asie centrale et en Chine. En outre, on rencontre aussi l'oïdium du blé en Égypte, en Afrique du Sud (dans le Cap-Occidental) et en Australie-Occidentale (dans les zones à fortes précipitations) et dans une partie de l'Amérique latine (notamment dans le sud du Brésil).

## Mode de transmission
L'oïdium se transmet principalement par le vent, ce qui fait que la maladie est répartie de façon homogène dans le champ. L'infection n'est pas croisée c'est-à-dire que l'oïdium du blé ne passe pas sur l'orge et réciproquement.

## Situations à risques

### Facteurs de risques

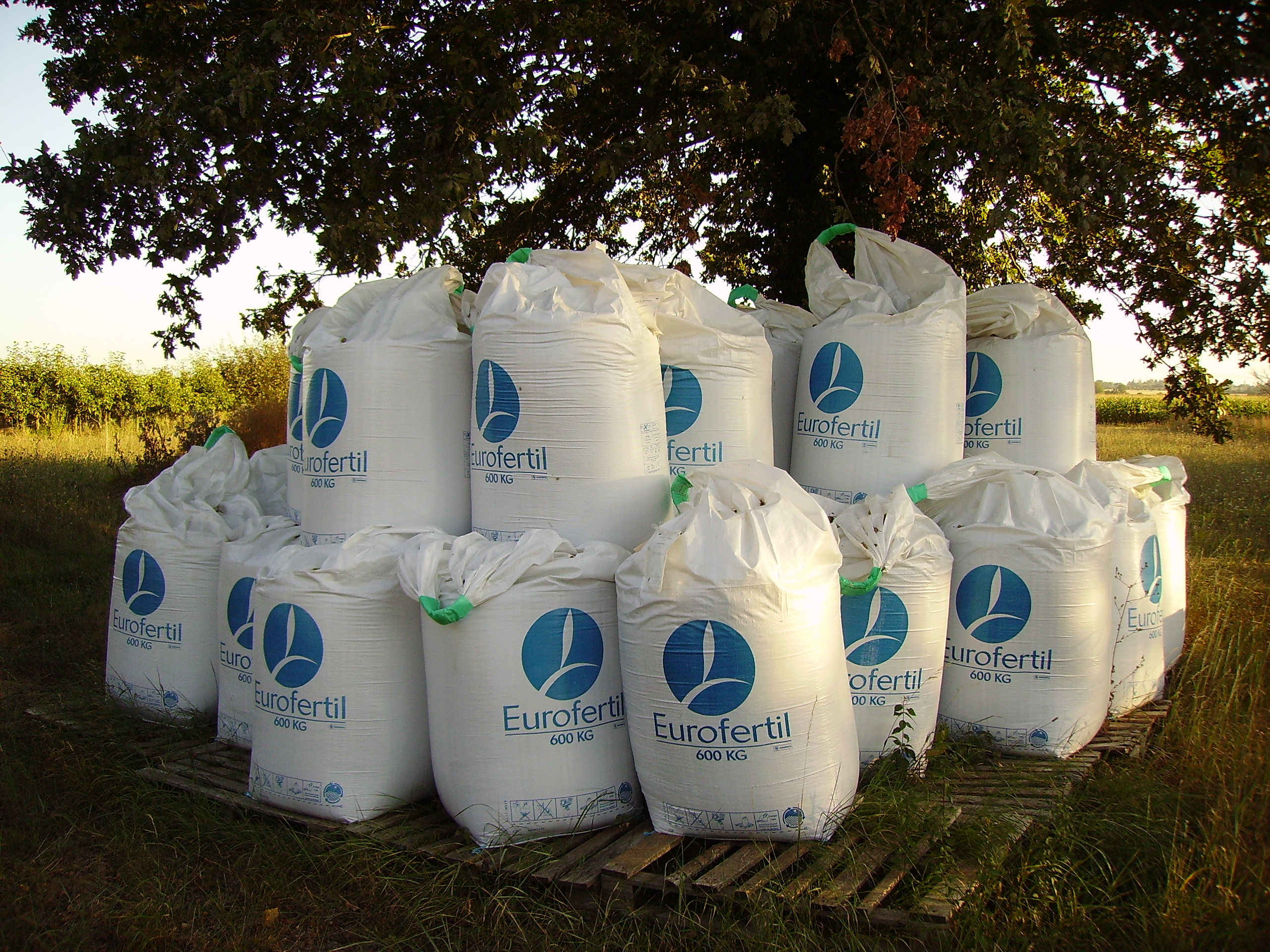
La fertilisation azotée, un facteur de risque

Certaines variétés sont beaucoup plus exposées au risque de se faire contaminer. Sur le triticale, il faut faire attention car cette espèce est très peu résistante à cette maladie. Les parcelles où il y a eu une fertilisation azotée précoce et excessive sont davantage touchées par la maladie. Une culture dense et feuillue ainsi que des parcelles conservant l'humidité sont également des facteurs de risques.

### Nuisibilité
Si les attaques ont atteint uniquement les feuilles et les tiges, dans le cas d'une forte attaque, celle-ci n'engendre pas une perte supérieure à 10%. En revanche, lorsque la maladie a atteint l'épi, cela peut mener à l'échaudage des grains.

## Méthodes de lutte

### Lutte agronomique
On peut limiter le risque en choisissant bien sa variété, en limitant sa densité de semis ou encore en diminuant l'apport d'azote.

### Lutte phytosanitaire

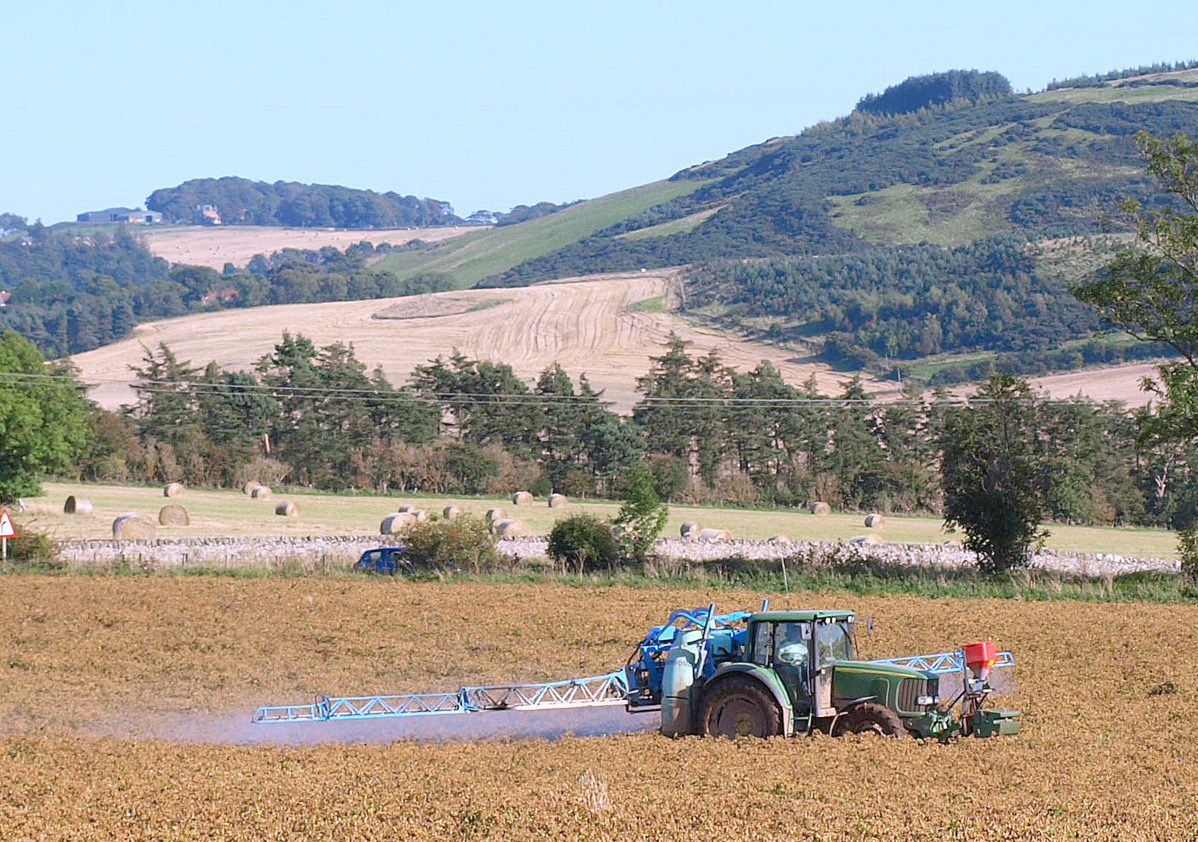
Lutte phytosanitaire

La maladie est causée par une espèce de champignons,  Blumeria graminis. Il faut donc traiter avec un fongicide. Mais avant, il faut observer les feuilles supérieures à partir du stade « épi 1 cm » pour pouvoir déterminer le seuil d'intervention.
Pour les variétés sensibles, il faut traiter si plus de 20 % des feuilles sont atteintes
Pour les variétés moins sensibles, il faut traiter si plus de 50 % des feuilles sont atteintes.
Une feuille est atteinte si le blanc couvre plus de 5 % de la surface de la feuille. Si l'oïdium n'est présent qu'à la base des tiges, il n'est pas nécessaire d'intervenir.